# Gene Autry
Gene Autry (Grayson megye, 1907. szeptember 29. – Studio City, 1998. október 2.) amerikai countryénekes, színész. Ő az egyetlen művész, akinek mind az öt kategóriában (film, televízió, színház, zene, rádió) szerepel a Hollywoodi Hírességek sétányán. Különösen „éneklő cowboy” szerepeivel volt sikeres. Az 1930 elejétől több mint három évtizeden át, a rádióban, a filmekben és a televízióban crooner stílusban énekelt.  Rodeózott, egy baseball-csapat tulajdonosa volt.

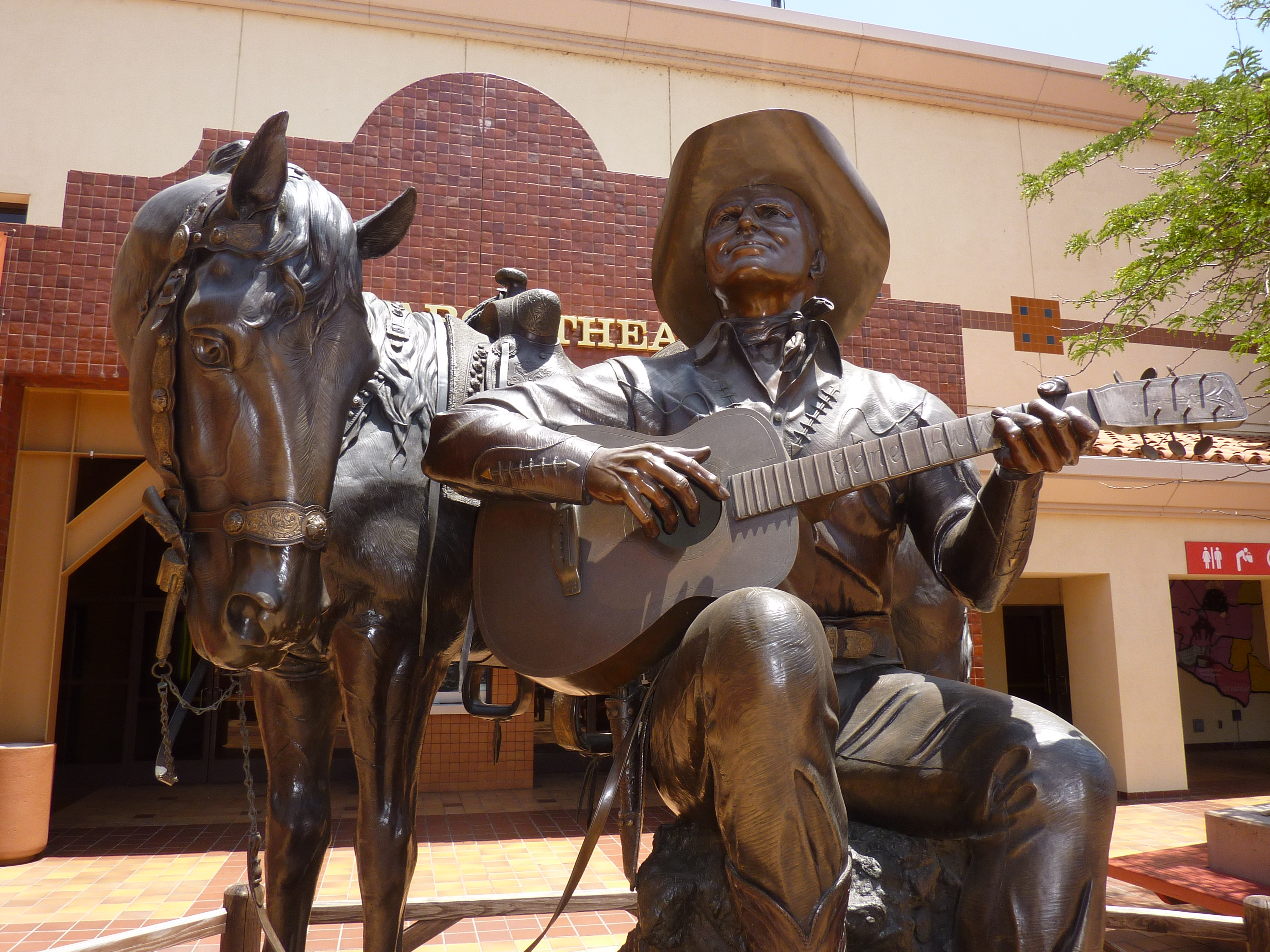
National Center of the American West (részlet)

## Pályafutása
Orvon Grover Autry Tioga közelében, Grayson megyében, Észak-Texasban született egy metodista prédikátor unokájaként. Szülei az 1920-as években Raviába költöztek (Oklahoma déli részére). Iskolái idején apja tanyáján dolgozott. Miután 1925-ben befejezte a középiskolát, és a St. Louis – San Francisco Railroadnál távíratosnént lépett munkába. Ének- és gitártehetsége arra késztette, hogy fellépjen helyi táncmulatságokon.
Gene Autry „a hollywoodi éneklő cowboy” volt. Pályaképe 1929-től az 1960-as évekig terjed. Koraiben műveiben jelen van a blues. Ekkor Jimmie Rodgers stílusát követte. A mára a már igencsak elavult munkái a maguk idejében számos nagy sikert hoztak. A „Rudolph the Red-Nosed Reindeer” című dala 1950 januárjában az Egyesült Államokbanelső helyet ért el.
Gene Autry az egyetlen művész, aki mind az öt kategóriában csillagot kapott a hollywoodi Hírességek sétányán. Gene Autry városát, Oklahomát az ő tiszteletére nevezték el, csakúgy, mint Gene Autry épületét az arizonai Mesában. Los Angelesben egy neki szentelt múzeum is található: a „Gene Autry Western Heritage Museum” − amely 1988-ban nyílt meg. (2003-ban a múzeumot átkeresztelték „The Autry Museum of the American West” névre).

## Albumok
Két albuma jelent meg 1976-ban (a Cowboy Hall of FameSouth of the Border, All American Cowboy, és a Cowboy Hall of Fame), továbbá rengeteg kislemeze 1930-tól mind a mai napig.

## Filmek
- 1935: The Phantom Empire
- 1935: Tumbling Tumbleweeds
- 1935: Melody Trail
- 1935: Sagebrush Troubadour
- 1935: The Singing Vagabond
- 1936: Red River Valley
- 1936: Comin' 'Round the Mountain
- 1936: The Singing Cowboy
- 1936: Guns and Guitars
- 1936: Oh, Susanna! (aka Tex Smith)
- 1936: Ride Ranger Ride
- 1936: The Big Show
- 1936: The Old Corral
- 1937: Git Along, Little Dogies
- 1937: Round-Up Time in Texas
- 1937: Rootin' Tootin' Rhythm
- 1937: Yodelin' Kid from Pine Ridge
- 1937: Public Cowboy No. 1
- 1937: Boots and Saddles
- 1937: Springtime in the Rockies
- 1938: The Old Barn Dance
- 1938: Gold Mine in the Sky
- 1938: Man from Music Mountain
- 1938: Prairie Moon
- 1938: Rhythm of the Saddle
- 1938: Western Jamboree
- 1939: Home on the Prairie
- 1939: Mexicali Rose
- 1939: Blue Montana Skies
- 1939: Mountain Rhythm
- 1939: Colorado Sunset
- 1939: In Old Monterey
- 1939: Rovin' Tumbleweeds
- 1939: South of the Border
- 1940: Rancho Grande
- 1940: Shooting High
- 1940: Gaucho Serenade
- 1940: Carolina Moon
- 1940: Ride Tenderfoot Ride
- 1940: Melody Ranch
- 1941: Ridin' on a Rainbow
- 1941: Back in the Saddle
- 1941: The Singing Hill
- 1941: Sunset in Wyoming
- 1941: Under Fiesta Stars
- 1941: Down Mexico Way
- 1941: Sierra Sue
- 1942: Cowboy Serenade
- 1942: Heart of the Rio Grande
- 1942: Home in Wyomin'
- 1942: Stardust on the Sage
- 1942: Call of the Canyon
- 1942: Bells of Capistrano
- 1946: Sioux City Sue
- 1947: Trail to San Antone
- 1947: Twilight on the Rio Grande
- 1947: Saddle Pals
- 1947: Robin Hood of Texas
- 1947: The Last Round-up
- 1948: The Strawberry Roan
- 1948: Loaded Pistols
- 1949: The Big Sombrero
- 1949: Riders of the Whistling Pines
- 1949: Rim of the Canyon
- 1949: The Cowboy and the Indians
- 1949: Riders in the Sky
- 1949: Sons of New Mexico
- 1950: Mule Train
- 1950: Cow Town
- 1950: Beyond the Purple Hills
- 1950: ndian Territory
- 1950: The Blazing Sun
- 1951: Gene Autry and The Mounties
- 1951: Texans Never Cry
- 1951: Whirlwind aka The Whirlwind
- 1951: Silver Canyon
- 1951: The Hills of Utah
- 1951: Valley of Fire
- 1952: The Old West
- 1952: Night Stage to Galveston
- 1952: Apache Country
- 1952: Barbed Wire
- 1952: Wagon Team
- 1952: Blue Canadian Rockies
- 1953: Winning of the West
- 1953: On Top of Old Smoky
- 1953: Goldtown Ghost Riders
- 1953: Pack Train
- 1953: Saginaw Trail
- 1953: Last of the Pony Riders
- 1968: Silent Treatment
- 1985: All American Cowboy (TV)

## Díjak
- Hollywood Walk of Fame
- 2009: Grammy Életmű-díj